# Comiskey Park
Il Comiskey Park è stato uno stadio di baseball situato a Chicago, nello stato dell'Illinois, Stati Uniti. Era l'impianto che ospitava le partite casalinghe della squadra dei Chicago White Sox militanti nella Major League Baseball (MLB).
Inaugurato nel 1910, tra la 35th Street e la Shields Avenue, è stato demolito nel 1991.

## Storia
Venne costruito da Charles Comiskey su progetto di Zachary Taylor Davis e vi si tennero quattro World Series (una delle quali giocata dai Chicago Cubs che non avevano posti a sufficienza presso il Wrigley Field, il loro stadio di casa) e più di 6000 partite della Major League Baseball. Fu inaugurato il 1º luglio 1910, venne chiuso il 30 settembre 1990 e fu demolito nel 1991.
Il successore del Comiskey Park fu costruito ad Ovest della 35th Street e venne chiamato anch'esso Comiskey Park (o "nuovo" Comiskey Park) fino al 2003, quando il nome fu cambiato in U.S. Cellular Field. A volte il Comiskey Park originale viene chiamato il "vecchio" Comiskey Park.
Nel 1933 ha ospitato il primo All-Star Game di tutti i tempi.
Il 12 luglio 1979, in occasione di una doppia partita tra White Sox e Detroit Tigers, si tiene nell'impianto la Disco Demolition Night, in seguito alla quale il campo risulta notevolmente danneggiato.

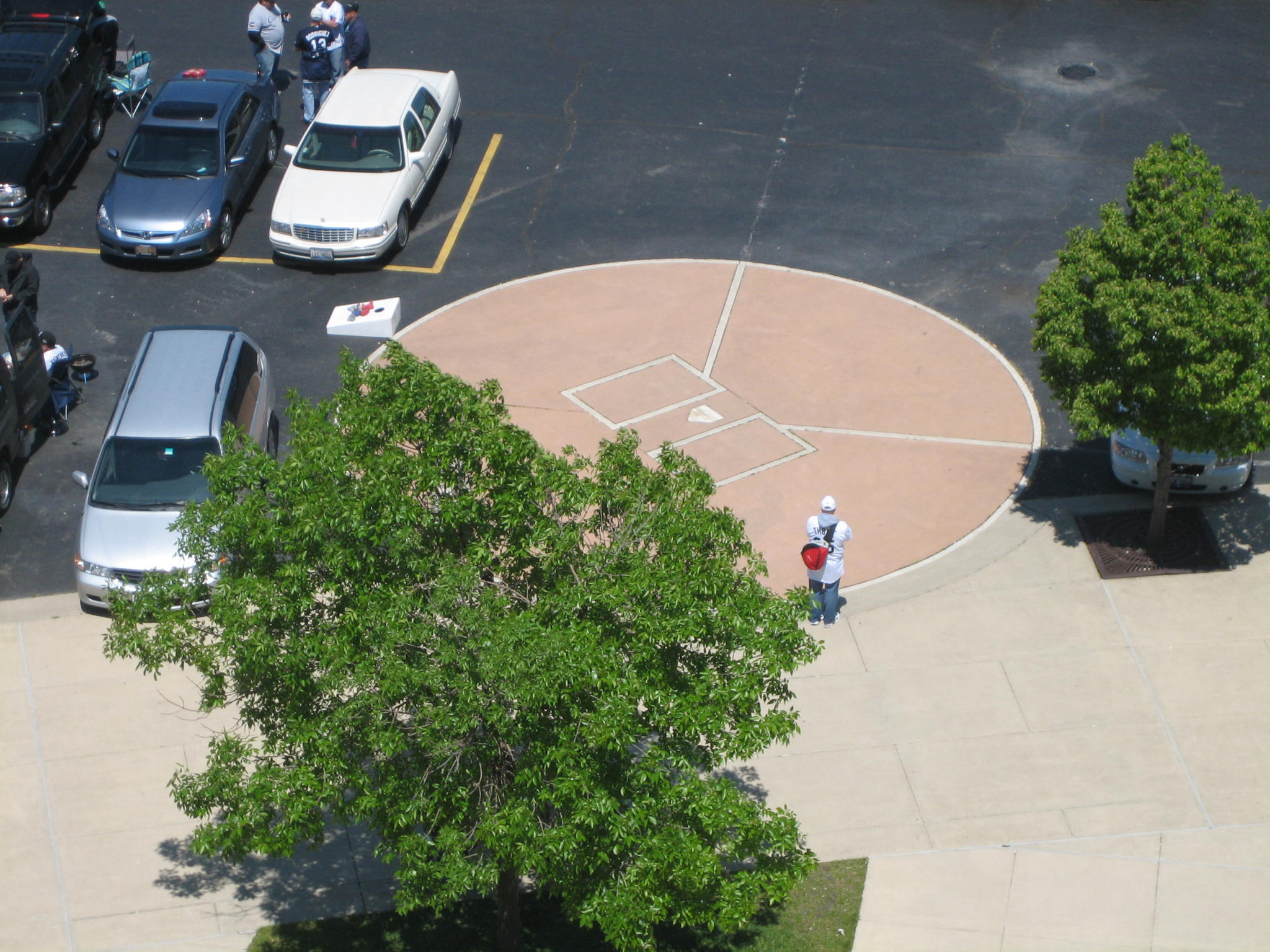
L'antica casa base del Comiskey Park nei pressi dell'odierno U.S. Cellular Field a Chicago.